# Robert Ritter

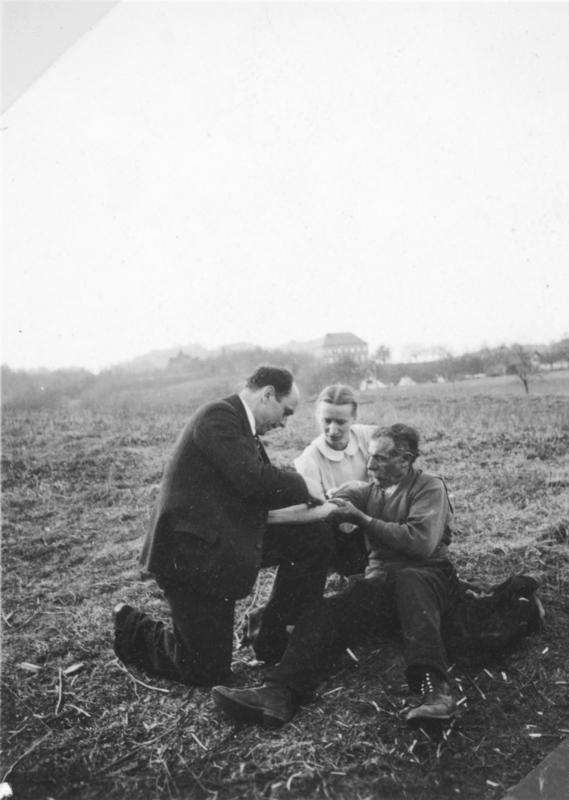
Ritter en zijn assistente Eva Justin nemen bloed af bij een zigeuner

Robert Ritter (Aken, 14 mei 1901 -  Oberursel, 17 april 1951) was een Duitse arts en psycholoog. Hij leidde het Rassenhygienische Forschungsstelle (Onderzoekscentrum Rassenhygiëne) en geldt als de theoreticus van de nazi-politiek ten aanzien van de zigeuners.

## Leven en werk
Ritter studeerde af als arts, behaalde een doctoraat in de psychologie en een certificaat in de kinderpsychiatrie. Als academicus interesseerde hij zich in zogenaamde asociale jongeren en de biologie van de criminaliteit. Hij argumenteerde dat misdadig en asociaal gedrag voortkwamen uit de erfelijke en sociale achtergrond van een individu.
In 1936 werd hij aangesteld als hoofd van het Onderzoekscentrum Rassenhygiëne, kortweg Ritterinstituut, dat afhing van de Volksgezondheidsdienst en gelden ontving van de regering en van de SS. Tussen 1936 en 1940 voerde hij een uitvoerig onderzoek naar de Duitse zigeuners. Hij rangschikte de zigeuners in drie groepen: 
1. Pure zigeuners, de traditionele, reizende zigeuners;
2. Zigeuners met gemengd bloed, die volgens Ritter "zich onderling gekruist hadden met Aziaten" en raciaal verdacht waren;
3. Non-zigeuner reizigers of landlopers.

Deze kwalificatie werd overgenomen door de overheid, te beginnen in 1938 met een decreet ter "Bestrijding van de zigeunerplaag". Dit legde op dat elke zigeuner zich moest laten registreren en een raciaal biologisch onderzoek moest ondergaan. De zigeuners met gemengd bloed en de asociale zigeuners werden geviseerd, terwijl de pure zigeuners als oorspronkelijke ariërs in principe met rust moesten worden gelaten. Later werden de geviseerde zigeuners naar concentratiekampen gevoerd waar ze dwangarbeid moesten verrichten. En in 1943 volgde de massadeportatie van zigeuners naar Auschwitz-Birkenau waar ze massaal gedood werden. Het gedetailleerde steekkaartensysteem van het Ritterinstituut was een belangrijk instrument bij deze vernietigingspolitiek. En ook later leverde het instituut advies aan de politiediensten over de "raciale aard" van mensen of families waarvan met vermoedde dat ze zigeuners waren.
Na de oorlog werd Ritter niet vervolgd en werkte als kinderarts in Frankfurt.